# Марти, Монсеррат
Монтсерра́т Марти́-и-Кабалье́ (кат. и исп. Montserrat Martí, род. 15 ноября 1972 года, Барселона, Испания) — испанская оперная певица (сопрано), дочь певицы Монтсеррат Кабалье и певца Бернабе Марти (Bernabé Martí).
В молодости Монтсеррат Марти хотела сделать карьеру балерины, но травма колена вынудила её сменить профессию. Певица дебютировала в Гамбурге в опере Моцарта «Дон Жуан». Среди её наиболее известных партий — Мария в мюзикле Леонарда Бернстайна «Вестсайдская история», экспериментально поставленном в миланском оперном театре «Ла Скала».
Много выступала совместно с матерью в концертах и дуэтах (особенно известен их «Кошачий дуэт»). Гастролировала по России.
В 2006 вышла замуж за экономиста Карлоса Наваса Мира, но брак вскоре распался. Состоит в браке с предпринимателем Даниэлем Файдельей, от которого в 2011 году родила дочь Даниэлу.

## Репертуар[2]
| Партия (роль)        | Опера                       | Композитор        |
| -------------------- | --------------------------- | ----------------- |
| Главка, дочь Креонта | «Медея»                     | Луиджи Керубини   |
| Октавия              | «Клеопатра»                 | Массне            |
| Люси                 | «Телефон или Любовь втроём» | Джанкарло Менотти |
| Деспина              | «Так поступают все»         | Моцарт            |
|                      | «Дон Жуан»                  | Моцарт            |
| Лю                   | «Турандот»                  | Пуччини           |
| Лауретта             | «Джанни Скикки»             | Пуччини           |
| Мария                | «Вестсайдская история»      | Леонард Бернстайн |

## Дискография
Монсеррат Марти много записывалась в дуэтах с другими исполнителями (в частности, с матерью), также есть записи опер, сборники оперных арий с её участием.
- 1995 — Montserrat Caballe, Montserrat Marti. Two Voices, One Heart (сборник, аудио CD)
  - Los Diamantes De La Corona: Bolero (Франческо Барбьери)
  - Don Gil De Alcala: Habanera (Мануэль Пенелья[4])
  - Gianni Schicchi: O Mio Babbino (Джакомо Пуччини)
  - Giuditta: Meine Lippen, Sie Kussen So Heiss (Франц Легар)
  - Rigoletto: Caro Nome (Джузеппе Верди)
  - Le Nozze Di Figaro: Sull Aria?... Che Soave Zeffiretto (Вольфганг Моцарт)
  - Les Contes d'Hoffmann: Bacarole (Жак Оффенбах)
- 1996 — Montserrat Caballe, Montserrat Marti. Unsere Weihnachtslieder.  (Лейблы: RCA Victor, SONY BMG). Рождественские песни. Этот диск неоднократно переиздавался в разных странах, в том числе под названием «Our Christmas Songs»
- 1998 — Montserrat Caballe. Von Ganzem Herzen (сборник, аудио CD)
  - Duetto Buffo Di Due Gatti
  - Lakme: Viens Mallika... Dome Epais Le Jasmin (Лео Делиб)
  - The Prayer (Вангелис)
- 2000 — Christmas at the Duomo (Image Entertainment)[5] Запись рождественского концерта в миланском кафедральном соборе (DVD)
- 2007 — опера «Эдгар» Пуччини. Kultur Video. (DVD)
- 2007 — Merry Christmas From Milan: Caballe & Bruson / Montserrat Caballe, Renato Bruson, Montserrat Marti, Rossana Potenza. (DVD)[6] Сборник рождественских песен, выпущенный Kultur Video.
- 2009 — Erkan Aki. Songs For Lovers[7]  (Лейбл: Warner Music)
  - Never, Never, Never — Feat. Монсеррат Марти
  - True Love — Feat. Монсеррат Марти
- 2009 — Концертное исполнение оперы Массне «Клеопатра» (Jules Massenet: Cléopâtre / An Opera In Concert). Kultur Video. (DVD)[8]
- 2009 — «Богородица» (La Vierge) Массне / Orchestra Sinfonica[9]. Kultur Video. (DVD)